# Metal and Hell / Oracle
Metal and Hell / Oracle – singel promujący album pt. Metal and Hell polskiej grupy muzycznej Kat.

## Lista utworów
1. „Metal and Hell” - 2:43
2. „Oracle” - 3:42